# Coupe du monde de triathlon 2004
Navigation
Édition précédente Édition suivante
La coupe du monde de triathlon 2004 est composée de 12 courses organisées par la Fédération internationale de triathlon (ITU). Chacune des courses est disputée au format olympique soit 1500 m de natation, 40 km de cyclisme et 10 km de course à pied.

## Étapes de l'épreuve
| Date         | Lieu           | Format | Homme                                | Femme             |
| ------------ | -------------- | ------ | ------------------------------------ | ----------------- |
| 11 avril     | Ishigaki       | M      | Bevan Docherty                       | Maxine Seear      |
| 25 avril     | Mazatlán       | M      | Simon Whitfield                      | Carla Moreno      |
| 12 juin      | Tongyeong      | M      | Dmitriy Gaag                         | Leanda Cave       |
| 11 juillet   | Edmonton       | M      | Annulation pour condition climatique | Loretta Harrop    |
| 18 juillet   | Corner Brook   | M      | Nathan Richmond                      | Kathleen Smet     |
| 25 juillet   | Salford        | M      | Maik Petzold                         | Michelle Dillon   |
| 1er août     | Tiszaújváros   | M      | Shane Reed                           | Anja Dittmer      |
| 4 septembre  | Hambourg       | M      | Rasmus Henning                       | Anja Dittmer      |
| 19 septembre | Madrid         | M      | Frederic Belaubre                    | Vanessa Fernandes |
| 26 septembre | Gamagori       | M      | Kris Gemmell                         | Annabel Luxford   |
| 31 octobre   | Cancún         | M      | Cédric Fleureton                     | Anja Dittmer      |
| 7 novembre   | Rio de Janeiro | M      | Cédric Deanaz                        | Vanessa Fernandes |

## Par nation
| Rang | Nation           | Victoires |
| ---- | ---------------- | --------- |
| 1    | Nouvelle-Zélande | 4         |
| 1    | Allemagne        | 4         |
| 3    | France           | 3         |
| 3    | Royaume-Uni      | 3         |
| 5    | Australie        | 2         |
| 5    | Portugal         | 2         |
| 7    | Belgique         | 1         |
| 7    | Brésil           | 1         |
| 7    | Canada           | 1         |
| 7    | Danemark         | 1         |
| 7    | Kazakhstan       | 1         |

## Classements généraux
| Rang               | Nom                    |
| ------------------ | ---------------------- |
| Médaille d'or      | Dmitriy Gaag           |
| Médaille d'argent  | Volodymyr Polikarpenko |
| Médaille de bronze | Stuart Hayes           |
| 4                  | Bevan Docherty         |
| 5                  | Kris Gemmell           |
| 6                  | Hunter Kemper          |
| 7                  | Chris Hill             |
| 8                  | Tim Don                |
| 9                  | Bryce Quirk            |
| 10                 | Shane Reed             |

| Rang               | Nom               |
| ------------------ | ----------------- |
| Médaille d'or      | Anja Dittmer      |
| Médaille d'argent  | Annabel Luxford   |
| Médaille de bronze | Liz Blatchford    |
| 4                  | Michelle Dillon   |
| 5                  | Maxine Seear      |
| 6                  | Vanessa Fernandes |
| 7                  | Pip Taylor        |
| 8                  | Loretta Harrop    |
| 9                  | Jill Savege       |
| 10                 | Pilar Hidalgo     |